# Stanisław Dąbrowski (polonista)
Stanisław Dąbrowski (ur. 1907, zm. w sierpniu 1992) – filolog polski, wykładowca i nauczyciel akademicki, związany z Wyższą Szkołą Pedagogiczną w Opolu.

## Życiorys
Pochodził z Mazowsza. Ukończył filologię polską na Uniwersytecie Warszawskim, gdzie uzyskał tytuł magistra. Przed wybuchem II wojny światowej pracował jako nauczyciel m.in. w Gimnazjum im. Piotra Skargi w Pułtusku. Podczas kampanii wrześniowej w 1939 roku został ciężko ranny w czasie walk z Niemcami pod Modlinem. Po wyzdrowieniu wrócił do Pułtuska, gdzie nauczał w tajnych kompletach, angażując się jednocześnie w działalność konspiracyjną jako oficer Armii Krajowej. Po zakończeniu wojny w 1945 roku z żoną Klarą (także polonistką) zamieszkał na Ziemiach Odzyskanych. Zorganizował Liceum Ogólnokształcące w Miliczu oraz przez 5 lat tam pracował. W 1950 roku przeniósł się do Wrocławia, obejmując tam posadę wizytatora szkół średnich w kuratorium.
W tym samym roku został też zatrudniony jako wykładowca na Wyższej Szkole Pedagogicznej. Uważał się głównie za nauczyciela-dydaktyka. Był autorem biografii śląskiego pisarza Jana Nikodema Jaronia i wielu artykułów o tematyce śląskoznawczej. Należał do aktywnych działaczy uczelnianych organizacji – związkowych i partyjnych, piastując w nich funkcję kierownicze. W latach 1952–1958 był dziekanem Wydziału Filologicznego WSP w Opolu. W latach 50. XX wieku otrzymał tytuł naukowy doktora nauk humanistycznych. W 1968 roku został mianowany na stanowisko docenta.